# Courtivron
Courtivron ist eine französische Gemeinde mit 162 Einwohnern (Stand: 1. Januar 2022) im Département Côte-d’Or in der Region Bourgogne-Franche-Comté (vor 2016 Bourgogne). Sie gehört zum Arrondissement Dijon und zum Kanton Is-sur-Tille. 

## Geographie
Courtivron liegt rund 19 Kilometer nordnordwestlich von Dijon am Ignon. Nachbargemeinden sind Poiseul-lès-Saulx im Norden, Saulx-le-Duc und Tarsul im Osten, Vernot im Süden und Südosten, Francheville im Süden und Südwesten, Frénois im Westen und Südwesten, Moloy im Westen sowie Salives im Nordwesten.

## Bevölkerung
| Jahr                       | 1962 | 1968 | 1975 | 1982 | 1990 | 1999 | 2006 | 2013 | 2019 |
| Einwohner                  | 92   | 133  | 120  | 152  | 143  | 163  | 169  | 184  | 166  |
| Quellen: Cassini und INSEE |      |      |      |      |      |      |      |      |      |